# Bramka NAND
Bramka NAND (dysjunkcja) – bramka logiczna, która realizuje funkcję NAND. Znaczenie bramki przedstawia poniższa tablica prawdy: 
| A | B | AB |
| - | - | -- |
| 0 | 0 | 1  |
| 0 | 1 | 1  |
| 1 | 0 | 1  |
| 1 | 1 | 0  |

Bramki NAND wykorzystywane są – obok bramek NOR – w pamięciach flash. W stosunku do pamięci NOR pamięć NAND ma krótszy czas zapisu i kasowania, większą gęstość upakowania danych, korzystniejszy stosunek kosztu pamięci do jej pojemności oraz dziesięciokrotnie większą wytrzymałość.
Bramki NAND wytwarzane są w technologii CMOS i TTL.

schemat bramki NAND CMOS
schemat bramki NAND TTL
budowa bramki NAND CMOS

## Sposoby zapisu bramki NAND
- {\displaystyle A\uparrow B} – przedstawiana za pomocą symbolu ↑ (pionowa kreska „|” przechodząca przez symbol koniunkcji „^” dwóch argumentów, co oznacza jej logiczną negację)
- {\displaystyle A\ \ NAND\ \ B}
- {\displaystyle A} ⊼ {\displaystyle B} – z użyciem symbolu ⊼ (U+22BC)
- {\displaystyle {\overline {A\land B}}} – symbol {\displaystyle \land } oznacza koniunkcję (AND) natomiast kreska negację wyrażenia znajdującego się pod nią
- {\displaystyle \neg (A\land B)} – jak wyżej z użyciem symbolu negacji ¬
- {\displaystyle {\overline {AB}}} lub {\displaystyle {\overline {A\cdot B}}} – zanegowany iloczyn logiczny

## Wyrażanie funkcji boolowskiej w logice NAND
Jako że bramki logiczne NAND i NOR są tańsze w produkcji niż AND i OR, a ponadto zapewniają stałość amplitudy sygnału wyjściowego, w faktycznych układach cyfrowych są one stosowane częściej niż „zwykłe” AND i OR.
Korzystając z praw de Morgana, możemy każdą funkcję boolowską przekształcić tak, aby korzystała tylko z bramek NAND.

### Negacja (NOT)
Korzystając z jednego z aksjomatów algebry Boole’a:
{\displaystyle a*a=a}
Zapisać możemy równoważnie, że:
{\displaystyle Q={\overline {AA}}={\overline {A}}}
Co jest negacją zmiennej wejściowej.
W innym zapisie:
{\displaystyle \neg A=A} ⊼ {\displaystyle A}

### Alternatywa (OR)
Skorzystamy tutaj z pierwszego prawa de Morgana, które w ujęciu algebry Boole’a przyjmuje postać:
{\displaystyle {\overline {AB}}={\overline {A}}+{\overline {B}}}
Tak więc podając na wejście bramki NAND zanegowane zmienne wejściowe otrzymujemy alternatywę tych zmiennych, co wyraża poniższe równanie:
{\displaystyle Q={\overline {{\overline {A}}*{\overline {B}}}}={\overline {\overline {A}}}+{\overline {\overline {B}}}=A+B}
W innym zapisie:
{\displaystyle A\lor B=\neg A} ⊼ {\displaystyle \neg B=(A} ⊼ {\displaystyle A)} ⊼ {\displaystyle (B} ⊼ {\displaystyle B)}

### Koniunkcja (AND)
W przypadku koniunkcji jedynym wyjściem jest zanegowanie wyjścia bramki NAND, jako że podwójna negacja zmiennej daje tę samą zmienną.
{\displaystyle Q={\overline {\overline {AB}}}=AB}
W innym zapisie:
{\displaystyle A\land B=\neg (A} ⊼ {\displaystyle B)=(A} ⊼ {\displaystyle B)} ⊼ {\displaystyle (A} ⊼ {\displaystyle B)}

### Alternatywa wykluczająca (XOR)
Układ realizujący funkcję XOR z bramek NAND budujemy w oparciu o wyjściowe równanie funkcji XOR wykorzystując przekształcenia pokazane wyżej:
{\displaystyle Q=A\oplus B=(A+B)({\overline {AB}})=({\overline {{\overline {A}}*{\overline {B}}}})({\overline {AB}})}
W innym zapisie:
{\displaystyle A\oplus B=(A\lor B)\land (A} ⊼ {\displaystyle B)=\{[(A} ⊼ {\displaystyle A)} ⊼ {\displaystyle (B} ⊼ {\displaystyle B)]} ⊼ {\displaystyle (A} ⊼ {\displaystyle B)\}} ⊼ {\displaystyle \{[(A} ⊼ {\displaystyle A)} ⊼ {\displaystyle (B} ⊼ {\displaystyle B)]} ⊼ {\displaystyle (A} ⊼ {\displaystyle B)\}}